# Nishimura Shigeki

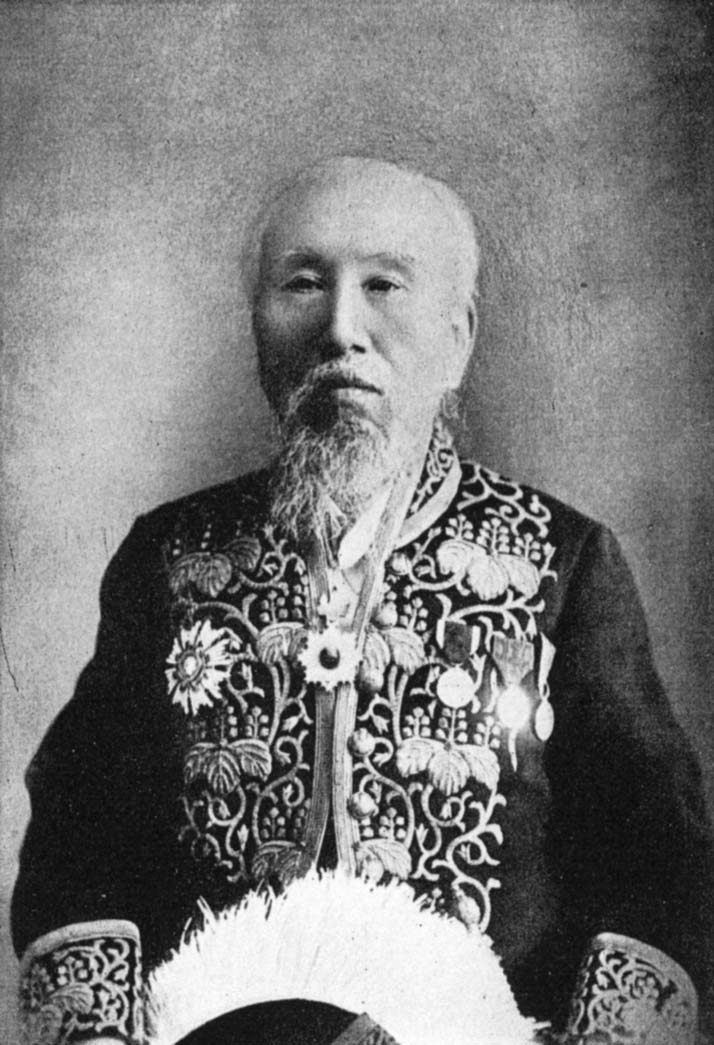
Nishimura Shigeki

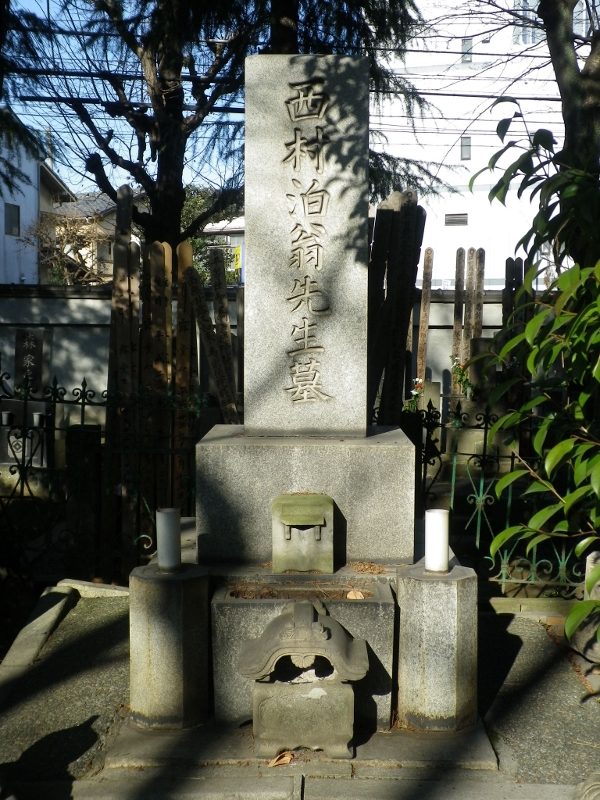
Nishimuras Grab

Nishimura Shigeki (japanisch 西村 茂樹, Künstlername: Nishimura Hakuō (西村 泊翁); geboren 26. April 1828 in der Provinz Shimousa; gestorben 18. August 1902) war ein japanischer Gelehrter und Erzieher während der späten Edo- und frühen Meiji-Zeit.

## Leben und Werk
Nishimura Shigeki, Samurai aus der Domäne Sakura (佐倉藩) in der heutigen Präfektur Chiba studierte Konfuzianismus und westliches Wissen unter Sakuma Shōzan und arbeitete in der Verwaltung der Domäne Sakura. Er unterstützte zunächst die Meiji-Restauration 1868 nicht, arbeitete dann doch von 1873 bis 1886 im Kultusministerium, wo er die Herausgabe von Schulbüchern und die Erstellung von Enzyklopädien und Lexika leitete.
Er war ein Gründungsmitglied der „Meirokusha“ (明六社), für deren Zeitschrift „Meiroku“ Beiträge zum Freihandel, politische System der Welt, Bedeutung der Ethik für eine Regierung und über Änderungen  in der japanischen Gesellschaft. Er verfasste viele Bücher und schrieb auch sonst Artikel mit dem Ziel, das westliche Wissen zu verbreiten. Für Nishimura war die Entwicklung des persönlichen Wissens zugleich mit Moralität wichtig, wobei er die ungeprüfte Übernahme der westlichen Moral ablehnte. Da er sich sehr der traditionellen konfuzianistischen Moral verpflichtet sah, wird Nishimura als konservativ eingestuft.
Um seine Ideen voranzutreiben, gründete er 1876 eine Gesellschaft für ethischen Unterricht, die 1887 in die noch heute existierende „Nihon Kōdōkai“ (日本弘道会) aufging, etwa „Japanische Gesellschaft des breiten Weges“, die sich als Gegeneinrichtung gegenüber zu unreflektierter Übernahme westlicher Ideen einen großen Zulauf fand. So soll sie 1902 10.000 Mitglieder gehabt haben.
Nishimura trug von 1875 bis 1894 dem Tennō vor und wurde 1886 bis 1893 als Unterweiser für den Kronprinzen berufen. 1888 wurde er Direktor der Adelsschule und 1890 Mitglied des Oberhauses. Er hinterließ 130 Bücher und 200 Artikel. Seine bekanntesten Werke sind „Nihon dōtoku ron“ (日本道徳論) –  „Diskurs zur japanischen Moralität“ und „Fujo kagami“ (婦女鏡) – „Ein Spiegel für Frauen“.
Nishimuras Grab befindet sich auf dem Gelände des Jōgen-ji (養源寺) im Bezirk Bunkyō, Tokio.